# Saint-Martin-des-Champs (Finisterre)
Saint-Martin-des-Champs (en bretó Sant-Martin-war-ar-Maez) és un municipi francès, situat a la regió de Bretanya, al departament de Finisterre. L'any 2006 tenia 4.706 habitants. El 27 d'octubre de 2005 el consell municipal va aprovar la carta Ya d'ar brezhoneg.

## Demografia
| 1962                                       | 1968  | 1975  | 1982  | 1990  | 1999  |
| ------------------------------------------ | ----- | ----- | ----- | ----- | ----- |
| 2.685                                      | 3.086 | 4.617 | 5.170 | 4.933 | 4.709 |
| Des de 1962: població sense dobles comptes |       |       |       |       |       |

## Administració
| Període | Identitat | Partit |
| ------- | --------- | ------ |
| 2001-   | René Fily | PS     |

## Personatges il·lustres
- Marc Bécam, alcalde de Quimper 1977-1989.